# Arquitectura negra

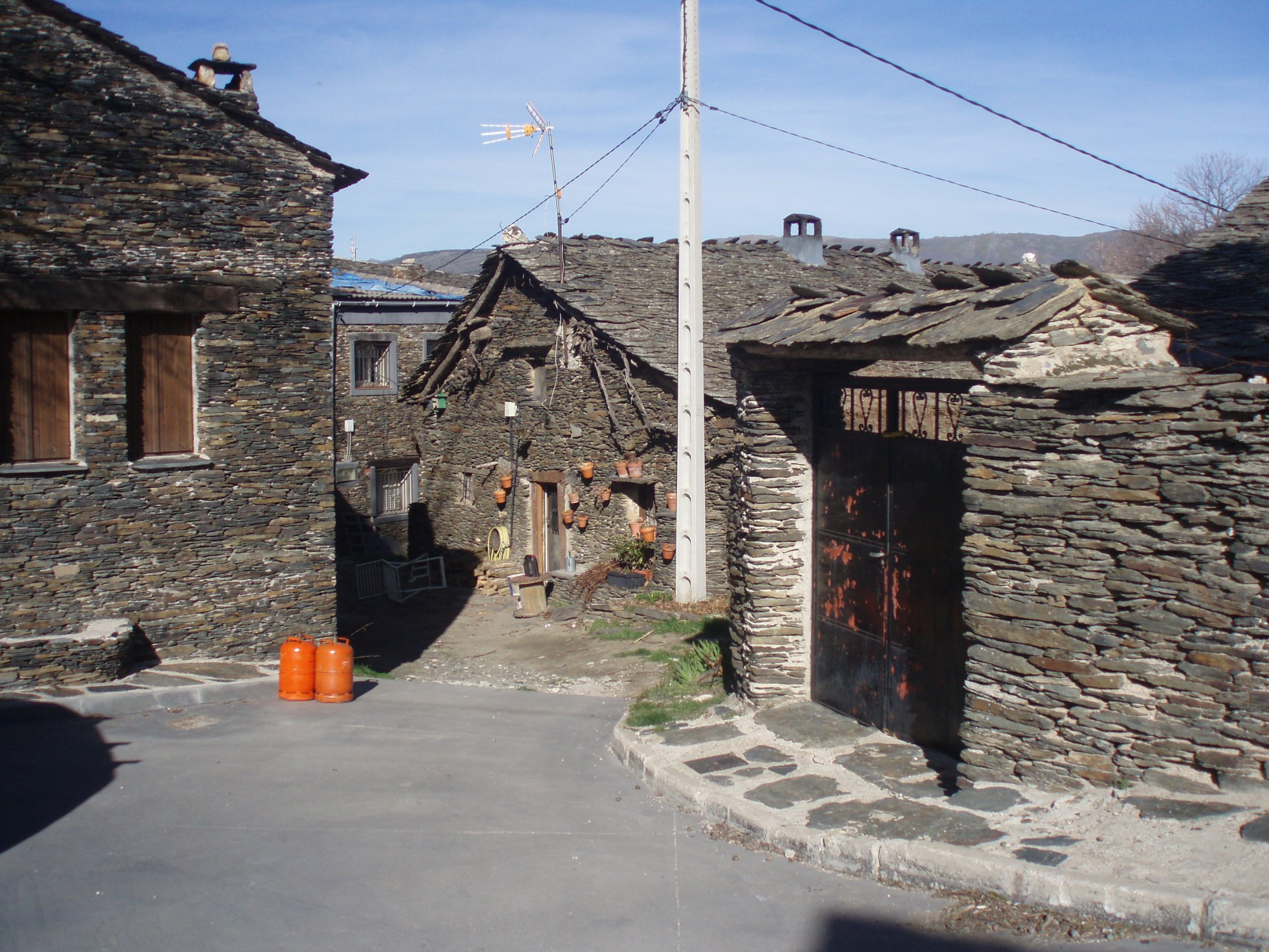
Viviendas representativas de la arquitectura negra en Majaelrayo (provincia de Guadalajara).

La arquitectura negra es un tipo de arquitectura popular que emplea como elemento constructivo principal la pizarra, compuesto mineral de tonos grises, violetas, azulados, pardos, plateados o negruzcos. Es una técnica empleada tradicionalmente en algunas zonas españolas como la sierra de Ayllón, entre Guadalajara, Segovia y Madrid, y la sierra de Alto Rey, en Guadalajara, en las que la pizarra es un material abundante y, además, antiguamente, debido a los precarios medios de comunicación, donde no se disponía de otros materiales alternativos.
Este tipo de arquitectura es aplicable a todo tipo de construcciones, tanto viviendas como cerramientos y delimitaciones agrícolas y ganaderas, tainas para el ganado, caminos, puentes, etcétera.
En las localidades de la vertiente norte de la sierra de Ayllón, en la provincia de Segovia, se presenta una fantástica mezcla de arquitectura negra y arquitectura roja.
Las manifestaciones de la arquitectura negra forman parte del patrimonio cultural de Castilla-La Mancha, otorgándoseles la protección que la ley dispensa a los bienes de esta naturaleza. Los ayuntamientos de Campillo de Ranas, Majaelrayo y Valverde de los Arroyos han aprobado asimismo normas encaminadas a proteger el estilo arquitectónico propio de la arquitectura negra tales como el uso exclusivo de la pizarra negra propia de la zona, la prohibición de cables cruzando las calles, de cubiertas planas, de buhardillones y de terrazas o ventanas sobre la cubierta.

## Construcciones

### Características constructivas

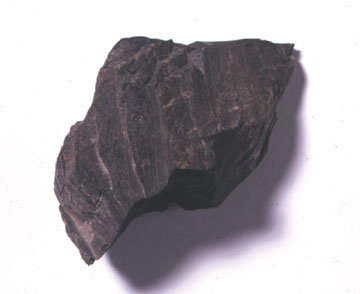
Lámina de pizarra, el material constructivo principal de esta arquitectura.

La pizarra es el elemento estructural fundamental en las construcciones de este tipo de arquitectura, sirviendo para cubiertas y paramentos. El uso de la pizarra provoca que sus pueblos presenten un aspecto negruzco en sus vistas.
Estas construcciones se asientan en prados formando pequeños núcleos o grupos aislados de elementos auxiliares.
Los elementos más peculiares y llamativos de la arquitectura negra son las pequeñas edificaciones usadas para guardar el material tanto agrícola como ganadero y las tainas y las majadas utilizadas como cobertizos para el ganado en lugares aislados en la montaña. Estos elementos junto con las viviendas y los edificios comunitarios constituyen todo el elenco arquitectónico.
Son las viviendas los edificios más elaborados con múltiples recursos para la utilidad y comodidad de los habitantes de una zona que sufre de un clima de montaña muy frío y tendente a las nevadas.

### Viviendas

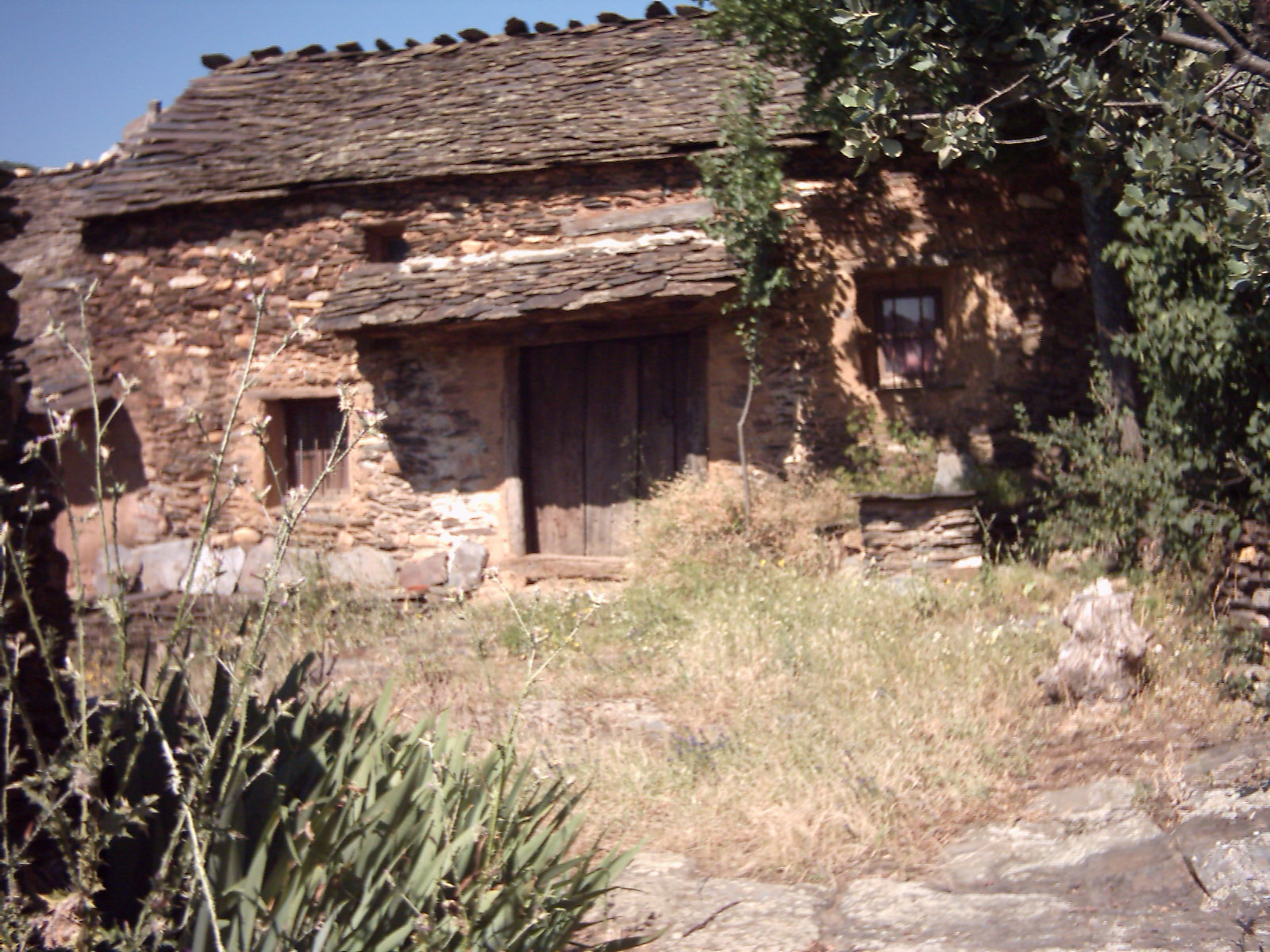
Vivienda en La Vereda.

La vivienda representa el elemento constructivo más importante de la arquitectura negra. Se adaptan a las duras condiciones climáticas que tienen que soportar sus inquilinos, sobre todo, en invierno. Tradicionalmente las viviendas se han mezclado con unas dependencias para los animales domésticos, quedando normalmente la planta baja separada en dos dependencias: una para ovejas, vacas, cabras y gallinas y, otra, para sus dueños; en la planta alta se almacenan reservas de alimentos, paja y leña que permitan sobrevivir los meses más crudos del invierno.
Los recursos disponibles hace que su construcción se base en la pizarra, el barro y la madera, ya sea de roble, pino, chopo u olmo, según la zona en la que se encuentra la vivienda. Los volúmenes compactos de estas construcciones sólo se abren al exterior con ventanales muy pequeños en la fachada sur que responden únicamente a un mínimo de ventilación e iluminación de la estancia. El resto de las fachadas quedan ciegas por no recibir a penas luz solar durante buena parte del año. Estos ventanales y la puerta de acceso que se abren en la fachada sur se recuadran con grandes refuerzos de madera.

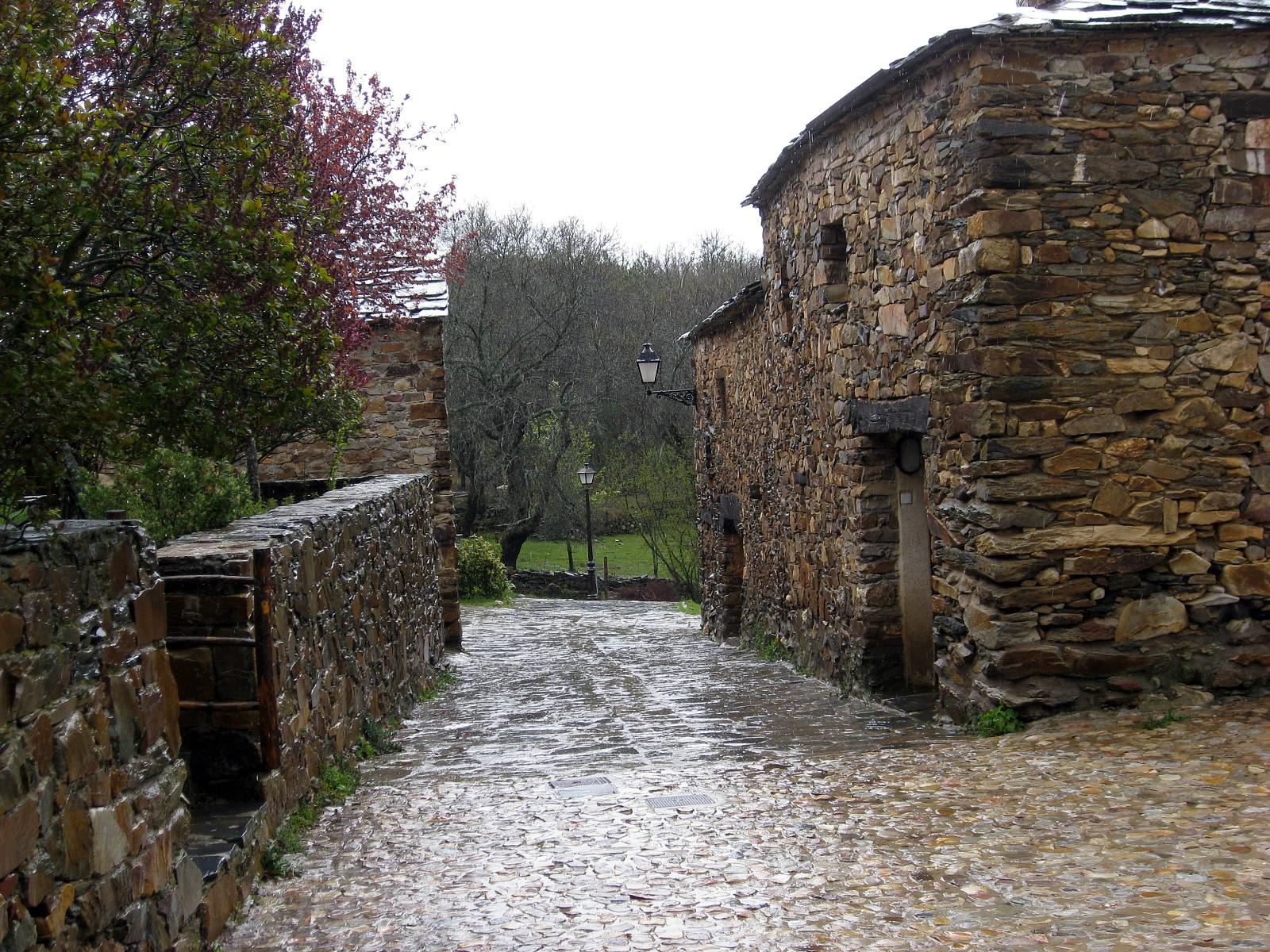
Calle de Umbralejo.

La construcción de la vivienda comienza con la ejecución de los muros sobre el terreno asentando pizarra sobre barro y cantos rodados, mezclados con paja, consiguiendo un espesor de unos ciuncuenta o sesenta centímetros. Los tabiques interiores se construyen con armazón de palos verticales, llamados colondas, entre los que se colocan adobes. La estructura interior se realiza a base de postes sobre los que se sitúan las vigas horizontales. Sobre los muros descansan las vigas horizontales de los forjados y, sobre ellas, el entablado del piso superior.
La planta superior se construye con postes de distintos tamaños, según la inclinación de la cubierta, que soportan tanto las vigas longitudinales, llamadas sopandas, como la viga de la cumbrera de la cubierta, normalmente paralela a la fachada. Sobre las sopandas se apoyan los cuartones que forman los faldones de la cubierta, construida con lajas de pizarra extendidas sobre una capa de barro mezclado con paja para dar mayor consistencia, soportada por un entablado asentado en los cuartones.
Normalmente las viviendas presentan cubiertas a dos aguas, siendo el faldón de la parte norte, que se extiende diagonalmente desde la parte más alta de la vivienda hasta casi el suelo mostrando un desnivel ciertamente pronunciado, de mucho mayor tamaño que el de la parte sur, permitiendo así la extensión de la fachada meridional. En muchas ocasiones, la vivienda carece de faldón en la parte sur.

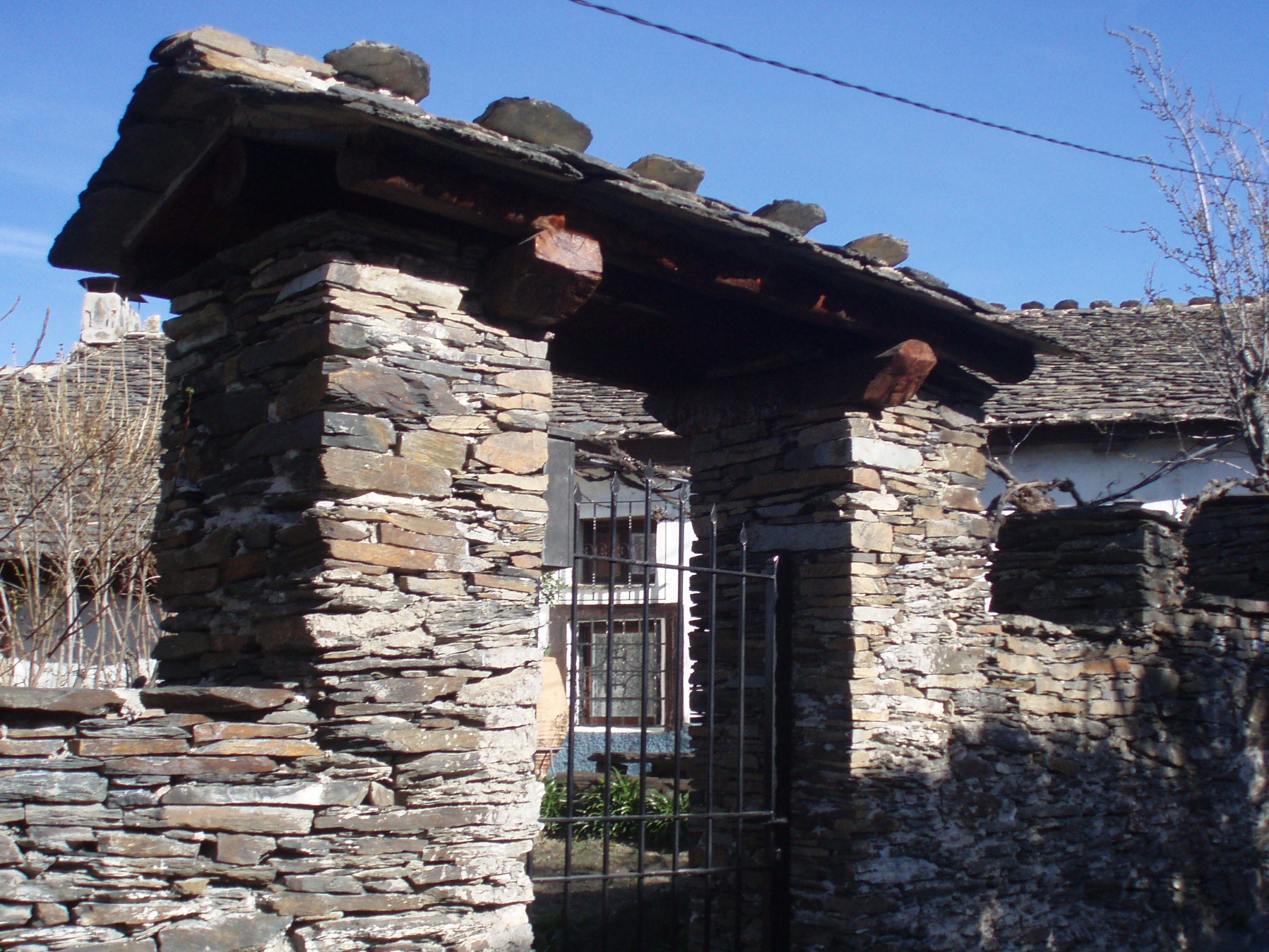
Pórtico de entrada a un edificio en Majaelrayo.

Bajo la cubierta, en el piso superior, se sitúa el desván que se llena de alimentos, paja, forrajes y leña en los meses más crudos del invierno. En la planta baja residen habitualmente el ganado y los moradores separados en dos estancias. Una sola puerta sirve de entrada tanto para animales domésticos como para sus dueños. La puerta se sitúa siempre en la fachada sur y se cubre por un pequeño tejado independiente o por la prolongación de la cubierta. Está hecha o bien de una sola hoja de madera labrada con hacha, o bien de hoja partida horizontalmente en dos mitades. Por ella se accede al zaguán, solado con lajas de pizarra y provisto de poyos adosados a las paredes. Desde aquí se accede, por un lado, a la cuadra, por otro, a los dormitorios, por unas escaleras se esciende al desván y como habitáculo central de la casa, la cocina, que sirve, aparte de lugar donde preparar los alimentos, como sala de estar, comedor y recibidor y, además, en ella se encuentra el horno para el pan y, con ello, la chimenea que es, también, donde cura la matanza.
Las viviendas modernas de la arquitectura negra muestran construcciones más propias de la época actual respondiendo al estilo de vida de hoy, manteniendo como característica común con las viejas construcciones el hecho de cubrir los muros con lajas de pizarra negra, las grandes cubiertas y las fachadas, olvidándose, por desuso, de las estancias dedicadas al cobertizo del ganado y al almacenaje de víveres.

### Edificios comunitarios

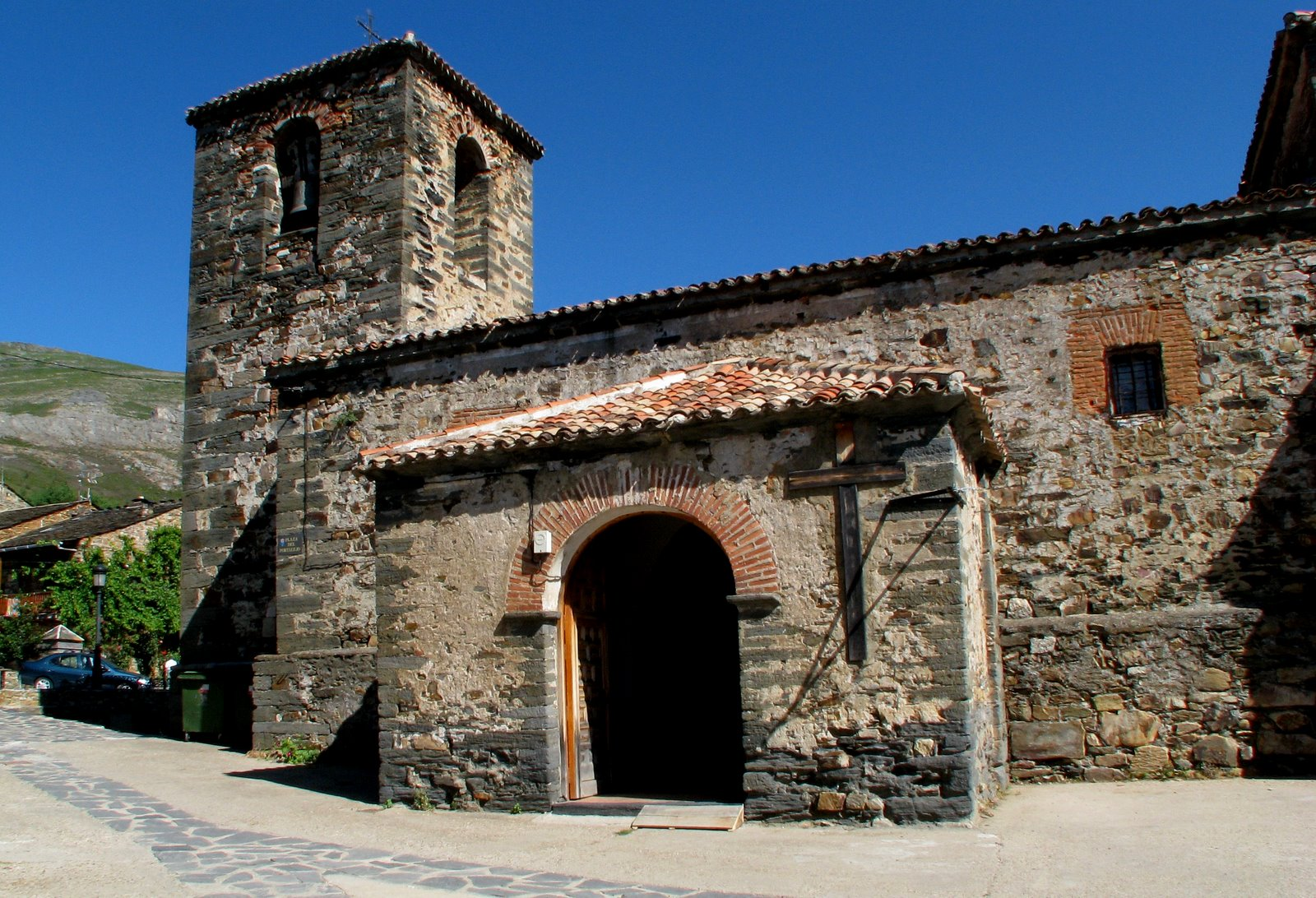
Iglesia de San Ildefonso en Valverde de los Arroyos.

Entre los edificios comunitarios destaca la iglesia, mostrando también su singularidad dentro del estilo de la arquitectura negra. Muchos de estos edificios se encuadran arquitectónicamente dentro del románico, pese a que la mayoría de ellos se construyeron posteriormente, siguiendo trazados muy simples. Es a partir de la segunda mitad del siglo XII, tras la conquista cristiana de la zona, cuando se comienzan a construir las primeras iglesias en el norte de lo que hoy es la provincia de Guadalajara en lugares tales como Albendiego, Campisábalos, Galve de Sorbe, Villacadima, etcétera.
La iglesia de tipo popular va a ser predominante en todo el norte de Guadalajara influenciado por el románico clásico, ya dado en tierras al norte; por la arquitectura mudéjar, predominente al sur, y por el arte cisterciense, influenciando desde varios monasterios tales como el de Bonaval cerca de Retiendas, el de Monsalud en Córcoles o el ya desaparecido de Santuy en la falda sur del cerro de la Calahorra o Santuy. De los primeros heredán la estructura de los edificios; de los segundos las techumbres de madera, los artesonados y algunos, y escasos, trabajos decorativos, y de los terceros la austeridad ornamental, las esquematizaciones vegetales y la repetición de modelos.
La arquitectura de la zona está destinada a poblaciones pequeñas con recursos, técnicas y necesidades bastante limitadas, por lo que en esta arquitectura, forzosamente, predomina la sencillez y la intimidad de sus usuarios. Incluso en donde los edificios que muestran mayor cultismo aparecen escenas cotidianas y referencias a la vida local. El estilo románico, por su sencillez, se populariza y pervive durante varios siglos hasta tal punto que las iglesias de la zona se construirán bajo el estilo románico hasta épocas más recientes, caracterizándose por su adecuación a las necesidades de las pequeñas comunidades y su identificación con la arquitectura popular que les rodea.

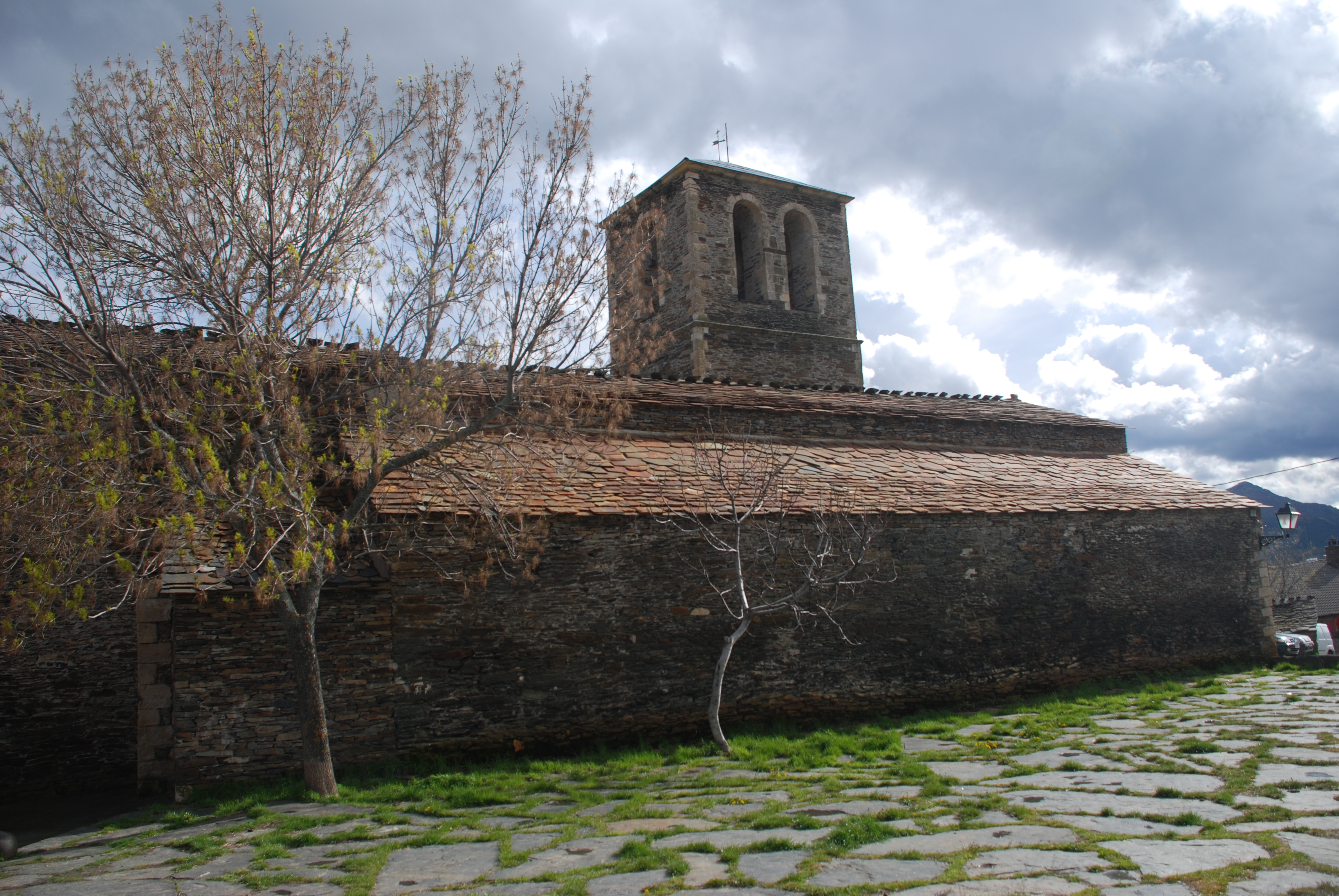
Iglesia de Santa María Magdalena, en Campillo de Ranas.

Las iglesias siguen la tradicional orientación este-oeste, situándose el ábside en levante y la espadaña triangular sobre el muro de poniente. En la fachada meridional se sitúa la puerta de acceso a la iglesia bajo un arco de medio punto que apoya sobre una esquemática cornisa y protegido por un mínimo atrio. Estas iglesias constan de una única nave y un ábside ligeramente sobreelevado en una cabecera que puede ser plana o semicircular, indistintamente. El conjunto del edificio suele estar desprovisto de decoración alguna. La cubierta, a dos aguas, se asienta sobre una estructura de vigas de madera inclinadas que apoyan sobre pilares, también de madera, empotrados en los muros. Los pares inclinados, a su vez, soportan la viga central de la cumbrera que se asienta sobre unas vigas horizontales asentados en los pilares. Sobre esta estructura asientan las lajas de pizarra, situadas en hileras irregulares, recibidos con mortero de barro. En caso de que existan huecos, estos son mínimos y en forma de aspillera.
Ejemplos de estas iglesias se pueden encontrar en casi todos los pueblos donde aparece la arquitectura negra como elemento constructivo, destacando la iglesia de San Juan en Matallana; la de Prádena de Atienza; la de Roblelacasa, y la iglesia de la Inmaculada Concepción, en La Vereda, entre otras, como ejemplos prototípicos, o la de San Ildefonso, en Valverde de los Arroyos, y la de Santa María Magdalena, en Campillo de Ranas, como ejemplos de iglesias modernas en las que se levantan, excepcionalmente, una torre en lugar de la tradicional espadaña.

### Edificios auxiliares

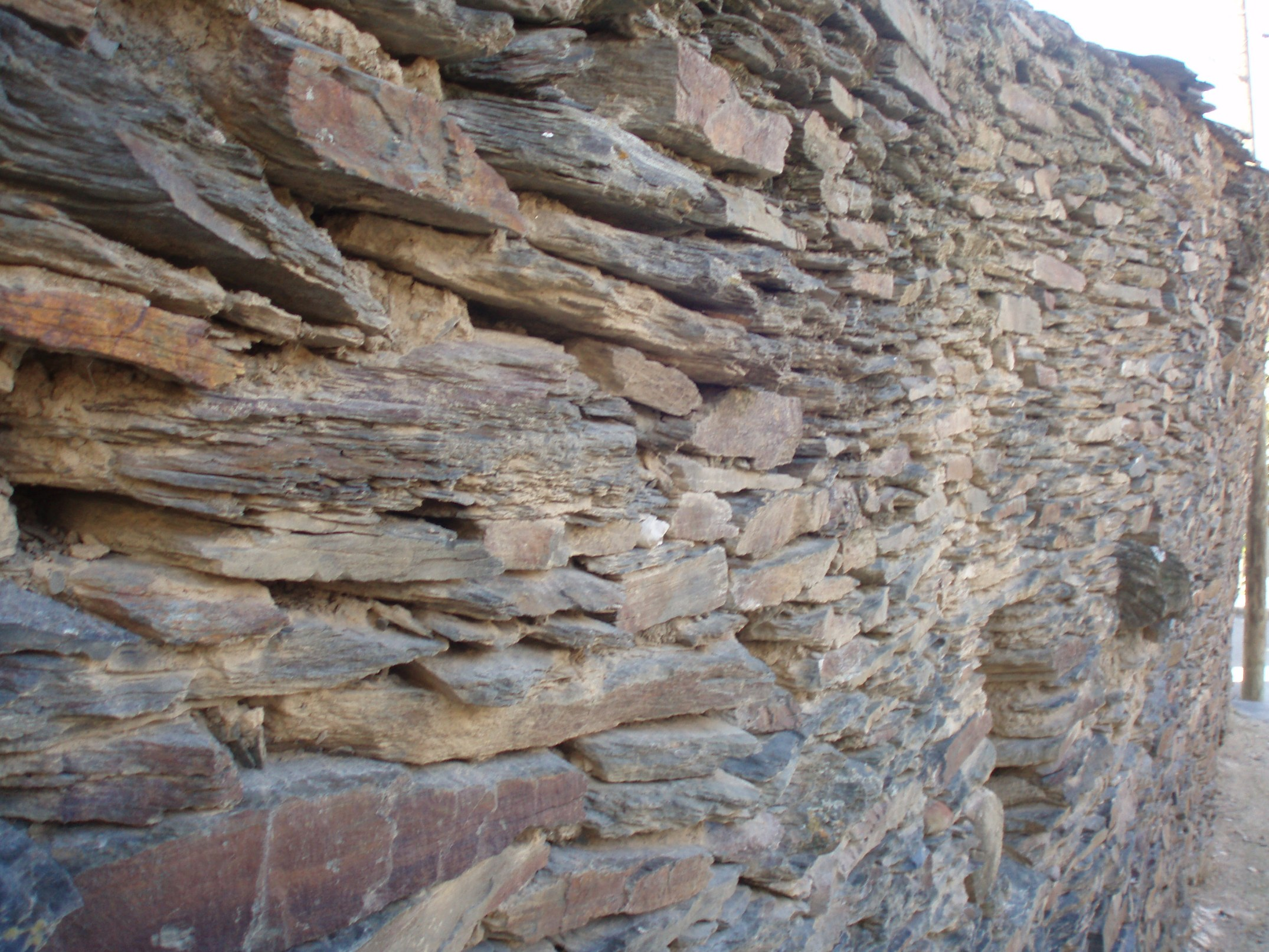
Detalle de un muro hecho con láminas de pizarra y adobe.

Los edificios dedicados a guarecer el ganado, sustento básico de sus habitantes, tienen una importancia fundamental en la arquitectura negra. Bien forman parte de las viviendas, o bien constituyen pequeños conjuntos individuales, sin mostrar, en ningún caso, formas constructivas diferenciadas, salvo en el menor tamaño, en la nave única que presenta y en la ausencia de huecos de los cobertizos para el ganado. Por tanto, la forma constructiva de estos cobertizos, principalmente tainas y majadas, tanto en cubiertas, como en muros y accesos no difieren de la forma constructiva ya descrita de las viviendas propias de la zona. Igualmente, cochiqueras y pajares muestran las mismas formas que los anteriores.
Otras construcciones auxiliares características son los cercados, tanto para el ganado como para guarecer los pastos de siega. Se constituyen a base de muretes de piedras de pizarra rematados por una hilera de lajas de pizarra puestas en horizontal. Es muy común encontrarse en los alrededores de los pueblos y en los vallejos de los arroyos con estos cercados.

## Pueblos donde se asienta mayoritariamente la arquitectura negra

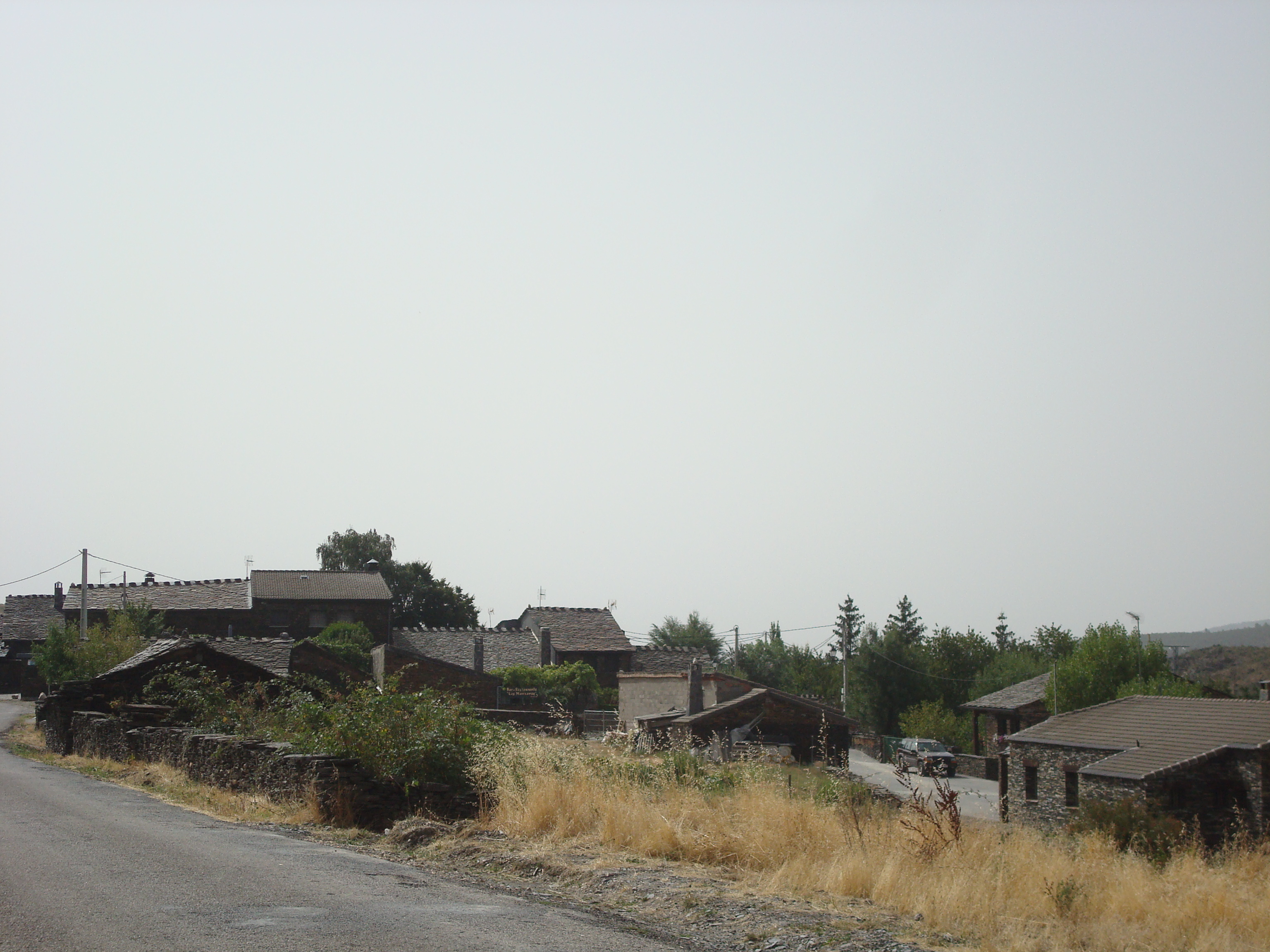
Campillo de Ranas, es un ejemplo de arquitectura negra. La arquitectura negra es un estilo arquitectónico tradicional que se encuentra en la Sierra Norte de Guadalajara, España. Se caracteriza por el uso de materiales oscuros y locales, como pizarra y piedra, que se fusionan con el entorno natural de la zona. Campillo de Ranas, es un ejemplo de arquitectura negra.

### Provincia de Guadalajara
Aldeanueva de Atienza, Almiruete, Arroyo de las Fraguas, Bocígano, Bustares, Las Cabezadas, Cabida, Campillo de Ranas, Campillejo, Cantalojas, El Cardoso de la Sierra, Colmenar de la Sierra, Corralejo, El Espinar, Gascueña de Bornova, Hiendelaencina, La Huerce, Majaelrayo, Matallana, La Miñosa, Naharros, Las Navas de Jadraque, El Ordial, Palancares, Peñalba de la Sierra, Prádena de Atienza, Semillas, Tamajón, Retiendas, Roblelacasa, Robleluengo, Umbralejo, El Vado, Valverde de los Arroyos, Valdepinillos, La Vereda, La Vihuela, Zarzuela de Galve y Zarzuela de Jadraque.

### Provincia de Segovia
Becerril, Martín Muñoz de Ayllón, El Muyo, El Negredo y Serracín.

### Provincia de Madrid
La Hiruela, Montejo de la Sierra, Patones y Puebla de la Sierra.